# Pandanus ihuanus
Pandanus ihuanus är en enhjärtbladig växtart som beskrevs av Ugolino Martelli. Pandanus ihuanus ingår i släktet Pandanus och familjen Pandanaceae. Inga underarter finns listade.